# Министерство цифрового развития и транспорта Азербайджана
Министерство цифрового развития и транспорта (азерб. Rəqəmsal İnkişaf və Nəqliyyat Nazirliyi) — центральный орган исполнительной власти, осуществляющий государственную политику и регулирование в области транспорта, в том числе морского транспорта, гражданской авиации, связи (телекоммуникация и почта), высоких технологий (информационные технологии, микроэлектроника, нано-, био- и другие инновационные наукоемкие технологии).

## История

### Период АДР
28 мая 1918 года в составе Правительства АДР было создано Министерство почты и телеграфа. Первыми министрами были Худадат-бек Мелик-Асланов, Ага Гаджи Ашуров, Джамо-бек Гаджинский.

### Период СССР
После установления советской власти в Азербайджане 28 апреля 1920 года создан Народный Комиссариат почт, телеграфов и путей сообщения. Комиссаром назначен Джамиль Везиров.
Управление сферой связи в Азербайджанской ССР осуществлял постоянный представитель Министерства связи СССР в стране.
8 января 1955 года создано Министерство связи Азербайджанской ССР.
До 1956 года действовало Министерство автомобильного транспорта и шоссейных дорог Азербайджанской ССР. 11 августа 1956 года Министерство было преобразовано в Министерство автомобильного транспорта Азербайджанской ССР.

### Современный период
20 февраля 2004 года Министерство связи было упразднено и на его основе было создано Министерство связи и информационных технологий.
7 марта 2014 года на основе Министерства связи и информационных технологий Азербайджана создано Министерство связи и высоких технологий.
13 февраля 2017 года Министерство транспорта и Министерство связи и высоких технологий были объединены и на их основе было создано Министерство транспорта, связи и высоких технологий Азербайджана.
11 октября 2021 года Министерство транспорта, связи и высоких технологий было переименовано в Министерство цифрового развития и транспорта.

## Направления деятельности Министерства
Министерство осуществляет деятельность в следующих направлениях:
- участвует в формировании единой государственной политики в соответствующей области и обеспечивает осуществление этой политики;
- осуществляет государственное регулирование, государственный контроль и координирование в соответствующей области;
- осуществляет международное сотрудничество в соответствующей области;
- предпринимает меры для привлечения инвестиций в соответствующую область;
- совместно с соответствующими государственными органами обеспечивает разработку, осуществление и управление инвестиционными проектами международного и местного значения по соответствующей области;
- в случаях и в порядке, установленных законом, выдает лицензии и разрешения на осуществление предпринимательской деятельности в соответствующей области, контролирует соблюдение условий лицензий и разрешений;
- вносит предложения для развития и повышения конкурентоспособности всех транспортных коридоров, проходящих через территорию Азербайджанской Республики;
- контролирует обеспечение безопасности полетов судов гражданской авиации, авиационной безопасности, а также соответствия гражданских воздушных судов требованиям охраны окружающей среды;
- организует систему безопасности морского плавания;
- обеспечивает развитие телекоммуникаций, в том числе беспроводных технологий, широкополосного интернета, почты, радио-телевещания и эффективное использование радиочастот;
- участвует в создании и расширении транзитных информационных магистралей и узлов, региональных информационных услуг;
- совместно с соответствующими государственными органами готовит и осуществляет научно-техническую и инновационную политику по высоким технологиям;
- совместно с соответствующими государственными органами осуществляет меры по поощрению усиления потенциала сектора высоких технологий, производства конкурентоустойчивых высокотехнологичных, наукоемких, ресурсосберегающих продуктов и услуг и развитию инновационного предпринимательства;
- совместно с соответствующими государственными органами осуществляет работы по развитию и организации использования ядерных технологий в мирных целях;
- участвует в разработке и осуществлении политики в области обеспечения информационной безопасности, предотвращения глобальных кибератак, защиты национальных электронных информационных ресурсов;
- совместно с соответствующими государственными органами осуществляет меры для построения, эксплуатации, обеспечения безопасности телекоммуникационных сетей специального назначения органов государственной власти;
- совместно с соответствующими государственными органами участвует в процессе развития «электронного правительства»;
- организует деятельность и использование «Правительственного облака»;
- обеспечивает развитие инфраструктуры электронной подписи и широкое пользование ею;
- разрабатывает и осуществляет меры по развитию информационного общества;
- осуществляет контроль над рациональным использованием государственного имущества в соответствующей области и обеспечивает защиту государственных интересов;
- осуществляет нормотворческую деятельность в соответствующей области;
- предпринимает меры для развития соответствующей области.[1]

## Структура

### Структурные подразделения Министерства
- Отдел транспортной политики
- Отдел регулирования транспортной сферы
- Отдел технологического развития
- Отдел стратегического анализа, инноваций и цифровизации
- Финансовый отдел
- Отдел международного сотрудничества
- Отдел управления человеческими ресурсами
- Отдел внутреннего контроля и аудита
- Юридический отдел
- Отдел по работе с документами и обращениями
- Отдел управления проектами[9]

### Учреждения, входящие в структуру Министерства
- Государственное агентство гражданской авиации[10]
- Служба электронной безопасности

### В подчинении министерства находятся
- Азеркосмос[10]
- Агентство информационно-коммуникационных технологий
- Агентство инноваций и цифрового развития
- Азербайджанское агентство наземного транспорта
- Государственное морское и портовое агентство
- ООО «Азтелеком»
- ООО «Бакинская телефонная связь»
- ООО «Азерпочта»
- Производственное объединение «Радиотелевизионное вещание и спутниковая связь»
- Государственное управление радиочастот
- ООО «AzInTelecom»
- ООО «Бакинская служба такси»
- ООО «Центр применения информационно-коммуникационных технологий и обучения им»
- Служба электронной безопасности[11][12]

## Проекты
Проекты, реализуемые министерством:
- 74-й Международный астрономический конгресс
- Стипендиальная программа «Technest»
- Мобильное приложение «БакиКарт»
- Азербайджанский Центр Кибербезопасности

- «Caucasus Ventures»
- Электронная цифровая подпись «SIMA Imza»
- Проект развития финансовых услуг
- Твиннинг
- Восстановление пассажироперевозок на освобожденных территориях
- «На пути к цифровому Азербайджану»
- Программа «Relokasiya»

### Стипендиальная программа «Technest»
Стипендиальная программа «Technest», как национальная стипендиальная программа, предоставляет возможности обучения и подготовки в области информационно-коммуникационных технологий (ИКТ). Основной целью данной программы является поддержка развития кадров в сфере ИКТ в стране и удовлетворении кадровых потребностей в сфере ИКТ. В рамках программы стипендии получили более 600 человек в 2021-2022 учебном году и более 3000 человек в 2022-2023 учебном году. Стипендиальная программа «Technest» сотрудничает с ведущими образовательными центрами страны по подготовке специалистов в области ИКТ и организует конкурсы для поступления на самые востребованные курсы ИКТ. Эти конкурсы состоят из нескольких этапов, причем право на получение этой стипендии имеют только кандидаты, добившиеся успеха на всех этапах, и граждане Азербайджана старше 18 лет.

### Твиннинг
7 октября 2022 года стартовал Твиннинг-проект «Усиление безопасности дорожного движения в Азербайджане» с целью повышения безопасности дорожного движения в Азербайджане. Этот проект финансируется Европейским Союзом, а прямым бенефициаром является Министерство цифрового развития и транспорта Азербайджанской Республики. Ожидается, что в проекте примут участие МВД, Министерство науки и образования, Министерство здравоохранения и другие соответствующие ведомства Азербайджана. Партнерами проекта являются Центр транспортных проектов Европейского Союза в Польше и Управление транспортной безопасности Литвы. Данный проект реализуется согласно «Государственной программе безопасности дорожного движения в Азербайджанской Республике на 2019—2023 годы», утвержденной приказом № 852 от 27 декабря 2018 года.

### Правительственное облако
Оно было учреждено 3 июня 2019 года указом президента Азербайджана Ильхама Алиева «О мерах в области создания Государственного облака (G-cloud) и предоставления облачных услуг». Основными целями при создании инфраструктуры являются эксплуатация информационных систем государственных органов, создание инфраструктуры и формирование стандартов, координация мер, снижение затрат на создание и обслуживание информационных систем в государственного управления и создание централизованной, безопасной и стабильной инфраструктуры для государственных органов.

### Центр кибербезопасности Азербайджана
Центр кибербезопасности Азербайджана был создан 28 марта 2023 года Министерством цифрового развития и транспорта Азербайджанской Республики и Институтом Технион Израиля при поддержке группы компаний «PASHA Holding». На открытии выступили глава Службы государственной безопасности генерал-полковник Али Нагиев, министр цифрового развития и транспорта Рашад Набиев, бывший министр иностранных дел Израиля, посол Техниона, Габи Ашкенази, исполнительный вице-президент и в мероприятии приняли участие генеральный директор Института Технион Боаз Голани, представители посольства Израиля и официальные лица других учреждений. К 2026 году планируется провести обучение по кибербезопасности около 1000 человек. При этом в Азербайджане планируется усилить процесс подготовки специалистов в области кибербезопасности благодаря подготовке в центре 15 тренеров.
В центре имеются аудитории, учебные залы, симуляционные залы и лаборатории, оснащенные современной техникой и оборудованием.
Процесс регистрации на тренинги в центре стартовал в августе 2022 года. Для участия необходимо быть старше 18 лет и владеть английским языком. Второй процесс регистрации начался в мае 2023 года. Занятия там начались в сезон открытия заведения. К занятиям было привлечено 60 человек, успешно прошедших этапы экзамена и собеседования. Обучение в центре проводят преподаватели из Израиля. Обучение длится 6 месяцев с 09:00 до 18:00. В целях устранения нехватки кадров в сфере кибербезопасности в Азербайджане в ходе проекта проводятся тренинги по направлениям специализированной подготовки кадров, информационной подготовки, повышения квалификации высокопоставленных специалистов по кибербезопасности, исследования кибербезопасности. Официальный сертификат Университета «Технион» выдается успешно прошедшим обучение. На тренингах планируется обучение 3-х видов специалистов: «Красная команда», «Синяя команда», «Команда SOC». Команды из 20 атакующих, оборонительных и аналитических команд развивают свои навыки, участвуя в симуляциях во время тренировок.

### Программа релокации
С 2022 года начала действовать программа релокации Агентства инноваций и цифрового развития. Этот проект был создан на основе стратегии развития местной экосистемной среды агентства. Программа релокация оказывает поддержку для иностранных компаний, работающих в Азербайджане по поводу организация переезда, процесс оформления документации, размещение сотрудников компании, обеспечение условий труда, процесс получения вида на жительство и разрешения на работу, предоставление бизнес-структуры и сотрудничество с представителями венчурной индустрии, открытии юридические, финансовые, банковские счета. Работает в течение всего дня.

### Проект «Онлайн-Азербайджан»
С начала 2020-х годов Министерство цифрового развития и транспорта реализует проект «Онлайн Азербайджан» с целью улучшения благосостояния населения за счет обеспечения доступа к высокоскоростному Интернету для населения и организаций в самых отдаленных жилых районах страны. Азербайджан, а также предоставление инновационных решений, облегчающих его использование. Исполнителями проекта на основе модели государственно-частного партнерства являются компании ООО «Aztelekom», ООО «Baku Telefon Rabitesi», «Azeronline LTD», «Smart Systems Technology» и «MegaLink». В ходе проекта «Онлайн Азербайджан» существующее оборудование ADSL заменяется на оборудование GPON, работающее с современной платформой IMS, старая медная магистральная кабельная инфраструктура заменяется оптическими кабелями, ведется строительство оптической распределительной сети. В рамках проекта до конца 2024 года планируется обеспечить все домохозяйства страны широкополосным интернетом с минимальной скоростью 25 МБ/с посредством вышеупомянутых технологий GPON и других широкополосных технологий, расширить использование высокоскоростных сетей связи, скоростной доступ в Интернет и увеличение процента абонентов фиксированного широкополосного доступа в Интернет.

### «На пути к цифровому Азербайджану»
Агентство инноваций и цифрового развития 24 ноября 2022 года запустило проект «На пути к цифровому Азербайджану». Данный проект реализуется с целью повышения цифровой грамотности в регионах, развития ИКТ-знаний и навыков, измерения существующего потенциала региона в сфере ИКТ, принятия мер на основе постоянного мониторинга и оказания поддержки развитию. В рамках регионального проекта планируется проведение образовательно-познавательных тренингов с жителями региона, имеющими интерес и опыт в сфере ИКТ, работающими, учащейся и нацеленными на карьеру в этой сфере, а также двусторонние встречи с органами исполнительной власти. соответствующие организации и учреждения. Одним из приоритетов проекта является подготовка специалистов в сфере ИКТ и обеспечение их трудоустройства в своих регионах. С этой целью во время визитов в регионы в рамках стипендиальной программы «Technest» менторы и ведущие образовательные центры страны проводят тренинги, направленные на внедрение инновационных профессий будущего. Участники набираются на стипендиальную программу после прохождения тестирования на месте в образовательных центрах.
Первая встреча, проведенная в рамках проекта, прошла в городе Мингячевир, 20 человек успешно сдали организованные в этот день тестовые экзамены и получили стипендию. В рамках состоявшихся здесь официальных встреч состоялись беседы с главой исполнительной власти города и студенческо-преподавательским составом Мингячевирского государственного университета. Обсуждались возможности целенаправленного использования инновационной инфраструктуры, созданной в сфере ИКТ в городе, а также предложения по созданию Лабораторий разработок и исследований при Мингячевирском государственном университете, где обучаются 3700 студентов.
Другие посещенные регионы включают Агджабединский, Агдашский, Агсуинский, Бейлаганский, Бардинский, Имишлинский, Исмаиллинский, Лерикский, Нефтчалинский, Шамахинский, Евлахский, Загатальский и другие районы, а также город Нахчыван.

### SIMA Imza
SIMA Imza является электронной цифровой подписью (ЭЦП). Получить ЭЦП вправе любой гражданин Азербайджана, индивидуальный предприниматель, иностранный гражданин, постоянно проживающий в Азербайджане. Для получения подписи необходимо удостоверение личности (либо иной удостоверяющий документ).
Зарегистрировать цифровую подпись можно с помощью мобильного приложения. Юридически «SIMA Imza» эквивалентна собственноручной подписи.
Действие приложения основано на технологии распознавания лиц.
SIMA Imza используется более 40 организациями Азербайджана, в том числе банками, небанковскими финансовыми организациями, страховыми компаниями, GSM-операторами, государственными органами. Приложение используется на более 80 государственных электронных порталах.
Приложение SIMA Imza было презентовано  11 февраля 2022 года. На 30 марта 2024 года количество загрузок мобильного приложения SIMA Imza превысило 1 млн.

### SİMA Zəng
26 июля 2024 года представлено приложение для видеозвонков «SIMA Zəng». Приложение будет использоваться банками Азербайджана для дистанционного оказания банковских услуг клиентам. Внедрены идентификация личности, двухфакторная аутентификация.

### Другие проекты
Среди проектов министерства — первый венчурный фонд в Азербайджане «Caucasus Ventures». Фонд создан при участии Министерства цифрового развития и транспорта, группы компаний «ПАША Холдинг» и индивидуальных инвесторов.
Министерство также приняло участие в целевых мероприятиях, направленных на восстановление и реконструкцию территорий, освобожденных от оккупации, сыграло роль в переселении граждан Азербайджана в регион в полностью безопасных условиях.
В июне 2023 года Министерство приняло участие в выпуске мобильного приложения «БакиКарт».

## Деятельность

### В сфере цифровизации
1 декабря 2023 года Агентством инноваций и цифрового развития представлен бренд Digital.Azerbaijan. Под данным брендом планируется реализация проектов Digital.Academy, Digital.finance, Mygov, Digital.docs, Digital.login.
Агентством инноваций и цифрового развития представлено программное приложение «mygov Checker», которая позволяет проверять подлинность цифровых удостоверений личности через мобильное приложение и веб-портал.

### В сфере информационной безопасности
В результате расследования Службы электронной безопасности, проведённого с сентября по ноябрь 2023 года, в стране выявлено 137 тысяч заражённых вредоносными программами IP-адресов.
В марте 2024 года Служба электронной безопасности Азербайджана стала членом организации по кибербезопасности OIC-CERT, являющейся частью Организации исламского сотрудничества

### 2024
Осуществляется перевод информационных систем организаций в дата-центры ООО «AzInTelecom». На сентябрь 2024 года 200 организаций перевели информационные системы в дата-центры ООО «AzInTelecom». 

## Министры
- Рамин Гулузаде (13 февраля 2017 — 26 января 2021)
- Рашад Набиев (с 26 января 2021)[68].